# Jens Auken
Jens Auken (ur. 15 kwietnia 1949, zm. 18 stycznia 2014) – duński prawnik i brydżysta, World Life Master oraz Senior Master (WBF), European Grand Master oraz European Champion w kategoriach Seniors i Mixed (EBL).
Jens Auken był związany z kancelarią Bech-Bruun, gdzie był partnerem. Od roku 1987 występował jako adwokat przed Sądem Najwyższym.

## Funkcje w organizacjach brydżowych
Jens Auken pełnił szereg funkcji w organizacjach brydżowych:
| Okres     | Funkcja            | Komórka                                    |
| --------- | ------------------ | ------------------------------------------ |
| 1993-1994 | Członek            | Rada Wykonawcza WBF                        |
| 1995-2006 | Wiceprezydent      | Rada Wykonawcza WBF                        |
| 2006-2010 | Członek            | Rada Wykonawcza WBF                        |
| 2010-2012 | Członek            | Rada Wykonawcza WBF                        |
| 2009-2010 | Przewodniczący     | Komisja Antydopingowa WBF                  |
| 2004-2007 | Przewodniczący     | Komitet Antydopingowy WBF                  |
| 1994-1999 | Członek            | Stała Komisja Owoławcza WBF                |
| 2000-2010 | Wiceprzewodniczący | Stała Komisja Owoławcza WBF                |
| 2010-2012 | Przewodniczący     | Stała Komisja Owoławcza WBF                |
| 1994-2010 | Członek            | Komisja Zawodów i Turniejów WBF            |
| 1995-2012 | Członek            | Komitet Konstytucji i Statutu WBF          |
| 1994-2010 | Członek            | Komitet Poświaczania WBF                   |
| 2010-2012 | Członek            | Komisja Dyscyplinarna WBF                  |
| 2005-2009 | Przewodniczący     | Komitet Panelu Przesłuchań Dopingowych WBF |
| 2010-2012 | Przewodniczący     | Komitet Panelu Przesłuchań Dopingowych WBF |
| 1994-2010 | Członek            | Komisja Finansów WBF                       |
| 1994-2002 | Członek            | Komitet Prawny WBF                         |
| 1995-2002 | Członek            | Komitet Zarządzający WBF                   |
| 2004-2007 | Członek            | Komisja Medyczna WBF                       |
| 2000-2010 | Członek            | Komitet Restrukturyzacji WBF               |
| 1994-2010 | Członek            | Komisja Systemów WBF                       |
| 2010-2012 | Członek            | Komitet Sędziów Turniejowych WBF           |
| 1993-1994 | Członek            | Komitet Młodzieży WBF                      |

| Okres     | Funkcja            | Komórka                                                   |
| --------- | ------------------ | --------------------------------------------------------- |
| 1987-2003 | Członek            | Komitet Wykonawczy EBL                                    |
| 1999-2010 | WBF Delegate       | Komitet Wykonawczy EBL                                    |
| 2003-2007 | 1. Wiceprezydent   | Komitet Wykonawczy EBL                                    |
| 2007-2010 | Członek            | Komitet Wykonawczy EBL                                    |
| 2010-2012 | Secretary          | Komitet Wykonawczy EBL                                    |
| 2010-2012 | WBF Delegate       | Komitet Wykonawczy EBL                                    |
| 2012-2014 | Członek            | Komitet Wykonawczy EBL                                    |
| 2003-2007 | Przewodniczący     | Komisja Antydopingowa EBL                                 |
| 1999-2014 | Przewodniczący     | Stała Komisja Owoławcza EBL                               |
| 2001-2003 | Członek            | Komitet Zawodów EBL                                       |
| 1999-2003 | Członek            | Komitet Poświadczeń EBL                                   |
| 2007-2010 | Członek            | Komitet Poświadczeń EBL                                   |
| 2011-2014 | Członek            | Komitet Poświadczeń EBL                                   |
| 2001-2007 | Przewodniczący     | Komisja Dyscyplinarna EBL                                 |
| 2007-2010 | Przewodniczący     | Komisja Dyscyplinarna i Panel Przesłuchań Dopingowych EBL |
| 2010-2014 | Przewodniczący     | Komisja Dyscyplinarna EBL                                 |
| 1999-2003 | Członek            | Komitet Prawny EBL                                        |
| 2011-2013 | Członek            | Komitet Punktów Mistrzowskich EBL                         |
| 2003-2007 | Wiceprzewodniczący | Rada Prezydencka EBL                                      |
| 2010-2014 | Członek            | Rada Prezydencka EBL                                      |
| 1999-2003 | Członek            | Komitet Sponsoringu EBL                                   |
| 1999-2010 | Członek            | Komitet Statutu EBL                                       |
| 2011-2014 | Członek            | Komitet Statutu EBL                                       |
| 1999-2014 | Przewodniczący     | Komitet Systemów EBL                                      |
| 2003-2010 | Członek            | Komitet Sędziów Turniejowych EBL                          |
| 2011-2014 | Członek            | Komitet Sędziów Turniejowych EBL                          |

Jens Auken w latach 1978-2014 był członkiem IBPA.
Jens Auken w lartach 1996–2009 w wielu zawodach był przewodniczącym lub członkiem Komitetu Apelacyjnego.

## Wyniki brydżowe

### Olimpiady
Na olimpiadach uzyskał następujące rezultaty:
| Olimpiady brydżowe. Zawody teamów | Olimpiady brydżowe. Zawody teamów | Olimpiady brydżowe. Zawody teamów | Olimpiady brydżowe. Zawody teamów | Olimpiady brydżowe. Zawody teamów | Olimpiady brydżowe. Zawody teamów |
| Rok                               | Miejsce                           | Zawody                            | Kategoria                         | Drużyna                           | Pozycja                           |
| --------------------------------- | --------------------------------- | --------------------------------- | --------------------------------- | --------------------------------- | --------------------------------- |
| 2008                              | Pekin                             | 1. Olimpiada Sportów Umysłowych   | Open                              | Denmark                           | 21                                |
| 2004                              | Stambuł                           | 12. Olimpiada Teamów              | Seniorzy                          | Denmark                           | 5                                 |
| 2000                              | Maastricht                        | 11. Olimpiada Brydżowa            | Open                              | Denmark                           | 17                                |
| 1996                              | Rodos                             | 10. Olimpiada Teamów              | Open                              | Denmark                           | 3                                 |
| 1992                              | Salsomaggiore                     | 9. Olimpiada Teamów               | Open                              | Denmark                           | 5                                 |
| 1984                              | Seattle                           | 7. Olimpiada Teamów               | Open                              | Denmark                           | 3                                 |

### Zawody światowe
W światowych zawodach zdobył następujące lokaty:
| Mistrzostwa Świata. Konkurencja teamów | Mistrzostwa Świata. Konkurencja teamów | Mistrzostwa Świata. Konkurencja teamów | Mistrzostwa Świata. Konkurencja teamów | Mistrzostwa Świata. Konkurencja teamów | Mistrzostwa Świata. Konkurencja teamów |
| Rok                                    | Miejsce                                | Zawody                                 | Kategoria                              | Drużyna                                | Pozycja                                |
| -------------------------------------- | -------------------------------------- | -------------------------------------- | -------------------------------------- | -------------------------------------- | -------------------------------------- |
| 2011                                   | Veldhoven                              | 40. Mistrzostwa Świata Teamów          | Seniorzy                               | Denmark                                | 5                                      |
| 2010                                   | Filadelfia                             | 13. Seria Mistrzostw Świata            | Open                                   | Auken                                  | 33                                     |
| 2007                                   | Szanghaj                               | 38. Mistrzostwa Świata Teamów          | Trans                                  | Auken                                  | 89                                     |
| 2007                                   | Szanghaj                               | 38. Mistrzostwa Świata Teamów          | Seniorzy                               | Denmark                                | 15                                     |
| 2006                                   | Werona                                 | 12. Mistrzostwa Świata                 | Open                                   | Auken                                  | 113                                    |
| 2005                                   | Estoril                                | 37. Mistrzostwa Świata Teamów          | Seniorzy                               | Denmark                                | 3                                      |
| 2001                                   | Paryż                                  | 35. Mistrzostwa Świata Teamów          | Trans                                  | Auken                                  | 12                                     |
| 1997                                   | Hammamet                               | 33. Mistrzostwa Świata Teamów          | Trans                                  | Auken                                  | 5                                      |
| 1997                                   | Hammamet                               | 33. Mistrzostwa Świata Teamów          | Open                                   | Denmark                                | 10                                     |
| 1993                                   | Santiago                               | 31. Mistrzostwa Świata Teamów          | Open                                   | Denmark                                | 8                                      |

| Mistrzostwa Świata. Konkurencja par | Mistrzostwa Świata. Konkurencja par | Mistrzostwa Świata. Konkurencja par | Mistrzostwa Świata. Konkurencja par | Mistrzostwa Świata. Konkurencja par | Mistrzostwa Świata. Konkurencja par |
| Rok                                 | Miejsce                             | Zawody                              | Kategoria                           | Partner                             | Pozycja                             |
| ----------------------------------- | ----------------------------------- | ----------------------------------- | ----------------------------------- | ----------------------------------- | ----------------------------------- |
| 2010                                | Filadelfia                          | 13. Mistrzostwa Świata              | Open                                | Jon Sveindal                        | 175                                 |
| 2006                                | Werona                              | 12. Mistrzostwa Świata              | Open                                | Søren Christiansen                  | 35                                  |
| 2002                                | Montreal                            | 11. Mistrzostwa Świata              | Miksty                              | Sabine Auken                        | 3                                   |
| 2002                                | Montreal                            | 11. Mistrzostwa Świata              | Open                                | Mathias Bruun                       | 241                                 |
| 1998                                | Lille                               | 10. Mistrzostwa Świata              | Open                                | Dennis Koch-Palmund                 | 18                                  |
| 1998                                | Lille                               | 10. Mistrzostwa Świata              | Miksty                              | Sabine Auken                        | 3                                   |
| 1994                                | Albuquerque                         | 9. Mistrzostwa Świata               | Open                                | Lars Blakset                        | 16                                  |

| Mistrzostwa Świata. Konkurencja indywidualna | Mistrzostwa Świata. Konkurencja indywidualna | Mistrzostwa Świata. Konkurencja indywidualna | Mistrzostwa Świata. Konkurencja indywidualna | Mistrzostwa Świata. Konkurencja indywidualna | Mistrzostwa Świata. Konkurencja indywidualna |
| Rok                                          | Miejsce                                      | Zawody                                       | Kategoria                                    | Pozycja                                      |                                              |
| -------------------------------------------- | -------------------------------------------- | -------------------------------------------- | -------------------------------------------- | -------------------------------------------- | -------------------------------------------- |
| 2004                                         | Werona                                       | 6. Indywidualne Mistrzostwa Świata           | Open                                         | 3                                            |                                              |
| 2000                                         | Ateny                                        | 5. Indywidualne Mistrzostwa Świata           | Open                                         | 28                                           |                                              |
| 1998                                         | Ajaccio                                      | 4. Indywidualne Mistrzostwa Świata           | Open                                         | 44                                           |                                              |
| 1996                                         | Paryż                                        | 3. Indywidualne Mistrzostwa Świata           | Open                                         | 27                                           |                                              |
| 1994                                         | Paryż                                        | 2. Indywidualne Mistrzostwa Świata           | Open                                         | 32                                           |                                              |
| 1992                                         | Paryż                                        | 1. Indywidualne Mistrzostwa Świata           | Open                                         | 14                                           |                                              |

### Zawody europejskie
W europejskich zawodach zdobył następujące lokaty:
| Zawody europejskie. Konkurencja teamów | Zawody europejskie. Konkurencja teamów | Zawody europejskie. Konkurencja teamów | Zawody europejskie. Konkurencja teamów | Zawody europejskie. Konkurencja teamów | Zawody europejskie. Konkurencja teamów |
| Rok                                    | Miejsce                                | Zawody                                 | Kategoria                              | Drużyna                                | Pozycja                                |
| -------------------------------------- | -------------------------------------- | -------------------------------------- | -------------------------------------- | -------------------------------------- | -------------------------------------- |
| 2009                                   | San Remo                               | 4. Otwarte Mistrzostwa Europy          | Open                                   | Denmark                                | 17                                     |
| 2007                                   | Antalya                                | 3. Otwarte Mistrzostwa Europy          | Open                                   | Denmark White                          | 17                                     |
| 2006                                   | Warszawa                               | 48. Mistrzostwa Europy Teamów          | Seniorzy                               | Denmark                                | 4                                      |
| 2005                                   | Teneryfa                               | 2. Otwarte Mistrzostwa Europy          | Open                                   | Jens Auken                             | 9                                      |
| 2004                                   | Malmö                                  | 47. Mistrzostwa Europy Teamów          | Seniorzy                               | Denmark                                | 1                                      |
| 2003                                   | Mentona                                | 1. Otwarte Mistrzostwa Europy          | Open                                   | Blackset                               | 86                                     |
| 2003                                   | Mentona                                | 1. Otwarte Mistrzostwa Europy          | Miksty                                 | Schaltz                                | 3                                      |
| 2002                                   | Salsomaggiore                          | 46. Mistrzostwa Europy Teamów          | Open                                   | Denmark                                | 14                                     |
| 2002                                   | Ostenda                                | 7. Mistrzostwa Europy Mikstów          | Miksty                                 | Auken                                  | 5                                      |
| 2000                                   | Bellaria                               | 6. Mistrzostwa Europy Mikstów          | Miksty                                 | Auken J                                | 1                                      |
| 1998                                   | Akwizgran                              | 5. Mistrzostwa Europy Mikstów          | Miksty                                 | Auken                                  | 16                                     |
| 1997                                   | Montecatini                            | 43. Mistrzostwa Europy Teamów          | Open                                   | Denmark                                | 4                                      |
| 1995                                   | Vilamoura                              | 42. Mistrzostwa Europy Teamów          | Open                                   | Denmark                                | 7                                      |
| 1994                                   | Barcelona                              | 3. Mistrzostwa Europy Mikstów          | Miksty                                 | Norris                                 | 2                                      |
| 1993                                   | Mentona                                | 41. Mistrzostwa Europy Teamów          | Open                                   | Denmark                                | 2                                      |
| 1992                                   | Ostenda                                | 2. Mistrzostwa Europy Mikstów          | Miksty                                 | Auken                                  | 6                                      |
| 1990                                   | Bordeaux                               | 1. Mistrzostwa Europy Mikstów          | Miksty                                 | Moeller                                | 2                                      |
| 1989                                   | Turku                                  | 39. Mistrzostwa Europy Teamów          | Open                                   | Denmark                                | 6                                      |
| 1985                                   | Salsomaggiore                          | 37. Mistrzostwa Europy Teamów          | Open                                   | Denmark                                | 4                                      |
| 1983                                   | Wiesbaden                              | 36. Mistrzostwa Europy Teamów          | Open                                   | Denmark                                | 9                                      |
| 1981                                   | Birmingham                             | 35. Mistrzostwa Europy Teamów          | Open                                   | Denmark                                | 10                                     |

| Zawody europejskie. Konkurencja par | Zawody europejskie. Konkurencja par | Zawody europejskie. Konkurencja par | Zawody europejskie. Konkurencja par | Zawody europejskie. Konkurencja par | Zawody europejskie. Konkurencja par |
| Rok                                 | Miejsce                             | Zawody                              | Kategoria                           | Partner                             | Pozycja                             |
| ----------------------------------- | ----------------------------------- | ----------------------------------- | ----------------------------------- | ----------------------------------- | ----------------------------------- |
| 2013                                | Ostenda                             | 6. Otwarte Mistrzostwa Europy       | Open                                | Søren Christiansen                  | 97                                  |
| 2009                                | San Remo                            | 4. Otwarte Mistrzostwa Europy       | Open                                | Søren Christiansen                  | 188                                 |
| 2007                                | Antalya                             | 3. Otwarte Mistrzostwa Europy       | Open                                | Søren Christiansen                  | 88                                  |
| 2005                                | Teneryfa                            | 2. Otwarte Mistrzostwa Europy       | Open                                | Sabine Auken                        | 163                                 |
| 2003                                | Mentona                             | 1. Otwarte Mistrzostwa Europy       | Open                                | Lars Blakset                        | 247                                 |
| 2002                                | Ostenda                             | 7. Mistrzostwa Europy Mikstów       | Mikst                               | Sabine Auken                        | 52                                  |
| 2001                                | Sorrento                            | 11. Mistrzostwa Europy Par          | Open                                | Lauge Schaffer                      | 117                                 |
| 2000                                | Bellaria                            | 6. Mistrzostwa Europy Mikstów       | Mikst                               | Sabine Auken                        | 441                                 |
| 1998                                | Akwizgran                           | 5. Mistrzostwa Europy Mikstów       | Mikst                               | Sabine Auken                        | 162                                 |
| 1994                                | Barcelona                           | 3. Mistrzostwa Europy Mikstów       | Miksty                              | Judy Norris                         | 31                                  |
| 1993                                | Bielefeld                           | 7. Mistrzostwa Europy Par           | Open                                | Steen Moller                        | 151                                 |
| 1992                                | Ostenda                             | 2. Mistrzostwa Europy Mikstów       | Mikst                               | Steen Moller                        | 112                                 |
| 1991                                | Montecatini                         | 6. Mistrzostwa Europy Par           | Open                                | Steen Moller                        | 11                                  |
| 1990                                | Bordeaux                            | 1. Mistrzostwa Europy Mikstów       | Mikst                               | Steen Moller                        | 9                                   |
| 1989                                | Salsomaggiore                       | 5. Mistrzostwa Europy Par           | Open                                | Steen Moller                        | 95                                  |

## Klasyfikacja
- Jens Auken – klasyfikacja WBF (ang.)
- Jens Auken – klasyfikacja EBL (ang.)